# Bagratidisch Armenië
Het koninkrijk Bagratidisch Armenië (Oudarmeens: Բագրատունեաց Հայաստան, Bagratuneats Hayastan of Բագրատունիների թագավորութիւն, Bagratunineri t’agavorut’iwn, 'koninkrijk van de Bagratunis') werd gesticht in 884 door Ashot I Bagratuni. De hoofdstad Ani werd in 1045 door de Byzantijnen veroverd.

## Geschiedenis
Tijdens de Arabische overheersing heerste in het Emiraat Armenië al lang een tweespalt tussen de familie Mamikonian en de familie Bagratuni. Vanaf de periode van de Abbasiden kwamen de Bagratuni meer en meer in de gunst te staan, in zoverre dat Ashot I, in 862, de titel van prins, isjchan, kreeg.  Op het moment dat kalief Al-Mu'tamid zag dat Ashot I meer en meer toenadering bij de Byzantijnen zocht, maakte hij hem tot een onafhankelijke koning.
Tussen 960 en 1020 beleefde Bagratidisch Armenië zijn gouden eeuw, daarna viel het rijk uiteen in verschillende sub-rijken, die meer en meer autonoom werden. Keizer Basileios II Boulgaroktonos, die de ambitie had het Byzantijnse Rijk in als zijn glorie te herstellen, lijfde een voor een de sub-rijken in. In 1045 viel de hoofdstad Ani en Bagratidisch Armenië werd een deel van het Thema Iberië. Het Koninkrijk Artsach, Sjoenik en Lori (het oosten) bleven onafhankelijk.